# Athena (datorspel)
Athena (アテナ Atena?) är ett plattformsspel, tillverkat och utgivet 1986 av SNK. Spelet porterades till NES, under utveckling av Micronics. Dessutom konverterades spelet till ZX Spectrum, Commodore 64 och Amstrad CPC av Ocean Software 1987, under märket Imagine. Arkadversionen släpptes 2011 senare även till Playstation Network. Prinsessan Athena har senare även medverkat i senare fightingspel från SNK.

## Handling
Athena, vishetens gudinna i den grekiska mytologin, har lämnat slottet där hon bor, och gett sig ut på äventyr. Faror lurar på många ställen, som vapen använder hon sig av klot med kedja, pilbåge och svärd. Även inslag från den romerska mytologin förekommer.

### Fotnoter
1. ↑  ”Arkiverade kopian”. Arkiverad från originalet den 13 april 2014. http://archive.wikiwix.com/cache/20140413000000/http://classicgameroom.com/vaultpages/vaultpage/athena-playstation-3/. Läst 3 januari 2017.
2. 1 2  ”Athena”. NES DB. 10 mars 1987. Arkiverad från originalet den 27 juni 2014. https://archive.is/20140627214916/http://www.nesdb.se/game_more.php?id=98&rid=4. Läst 27 juni 2014.